# Adolf Bückmann
Adolf Bückmann (* 17. Januar 1900 in Elze, Kreis Alfeld; † 7. Dezember 1993 in Hamburg) war ein deutscher Zoologe, Fischereiwissenschaftler, Professor und Leiter der Biologischen Anstalt Helgoland (BAH).

## Leben
Bückmann entstammte einer alten evangelischen Pastorenfamilie, wurde als viertes Kind des Superintendenten D. Rudolf Bückmann und seiner Ehefrau Elisabeth geb. Kreusler in Elze, Niedersachsen, geboren. Er durchlebte seine Schul- und Gymnasiumszeit in Harburg und Hannover und, noch als Jugendlicher eingezogen, das Ende des Ersten Weltkriegs als Soldat.
Ab 1919 studierte er in Leipzig, u. a. bei Professor Georg Grimpe, dem Begründer und Herausgeber der „Tierwelt der Nord- und Ostsee“. Dieser förderte die meeresbiologischen Interessen des Studenten Adolf Bückmann, mit dessen Schwester Elisabeth geb. Bückmann er verheiratet war. In Leipzig wurde Bückmann 1919 Mitglied der Burschenschaft Normannia (nach 1945 Burschenschaft Normannia-Leipzig zu Marburg). Die Inflation zwang ihn, sein Studium in Hamburg fortzusetzen, wo er bei der Verwandtschaft unterkommen konnte. Er promovierte 1923 dort bei dem Planktonforscher Hans Lohmann mit einem Thema über Appendicularien, für welche Tiergruppe er bis zu seinem Lebensende als Spezialist in Anspruch genommen wurde.
1923 bekam er eine Stelle an der Biologischen Anstalt Helgoland zur Untersuchung der Populationsdynamik der Nutzfische, insbesondere der Folgen des kriegsbedingten Großexperimentes der jahrelangen Unterbrechung der Fischerei. 1924 heiratete er seine Studienkollegin Hildegard geb. Thomae. Vier Kinder wurden auf Helgoland geboren. Er war Bewunderer und Förderer der Werke des sozialdarwinistischen Dichters Erwin Guido Kolbenheyer,  der  Pate  seiner  Tochter  Hildegard  wurde. Der Sohn Detlef Bückmann wurde ebenfalls Biologe und war von 1979 bis 1983 Rektor der Universität Ulm.  Die harte Arbeit auf See auf Forschungs- und Fischereifahrzeugen einerseits erforderte zur Auswertung andererseits die subtilste mathematisch-statistische Methodik. Das Ergebnis ist eine von zahlreichen Veröffentlichungen: 1938: „über den Höchstertrag der Fischerei und die Gesetze organischen Wachstums“, die sich mit der nachhaltigen Nutzung der Nordseebestände beschäftigt.
Adolf Bückmann konnte 1940 Kustos der Biologischen Anstalt auf Helgoland werden. Die Stelle konnte neu besetzt werden, weil der brillante Biologe und Kassenwart der NSDAP-Ortsgruppe Alfred Wulff wegen seiner Homosexualität die Anstalt und die Partei verlassen musste. Wer ihn denunziert hat, ist unklar. Adolf Bückmann war schon in den 1920er Jahren Mitglied im antisemitischen Jungdeutschen Orden. Seit 1933 war er Mitglied der SA, zum 1. Mai 1937 trat er der NSDAP bei (Mitgliedsnummer 4.088.520). Im Gegensatz zu seinen Kollegen an der Biologischen Anstalt war er nicht besonders aktiv in der Partei.
Nach der Zerstörung Helgolands 1945 kam er in Wedel unter. Von dort konnte er die fischereibiologische Analyse der Bestände fortsetzen durch die Untersuchung der angelandeten Bestände und der Fangdaten am Fischmarkt Altona.
1948 wurde Bückmann Abteilungsleiter am Max-Planck-Institut für Meeresbiologie in Wilhelmshaven und 1953 Direktor der Biologischen Anstalt Helgoland in Personalunion mit einem Lehrstuhl für Fischereibiologie an der Universität Hamburg und zugleich Vorsitzender der Deutschen Wissenschaftlichen Kommission für Meeresforschung. Die Anstalt arbeitete nach der kriegsbedingten Zerstörung Helgolands in List auf Sylt. Ab 1960 baute er sie auf Helgoland wieder auf, gleichzeitig mit einer „Kopfstation“ in Hamburg, die den Kontakt zur Universität und den Bundesbehörden halten sollte, zugleich auch die Möglichkeit zeitweiliger Abordnung von Wissenschaftlern aufs Festland. Nach Ende dieses Neuaufbaus widmete Bückmann sich bis zu seiner Emeritierung 1968 seiner Aufgabe als Universitätsprofessor für Hydrobiologie und Fischereiwissenschaft. Er war Mitglied der Max-Planck-Gesellschaft.
Adolf Bückmann starb am 7. Dezember 1993 in Hamburg.

## Publikationen
- Adolf Bückmann, Beitrag zur Kenntnis der Appendicularien auf Grund der Ausbeute der deutschen Südpolarexpedition, Univ., Diss.--Hamburg, 1923, PPN (Katalog-ID): 304037044, 1923
- Hans Lohmann und Adolf Bueckmann, Deutsche Südpolar-Expedition 1901–1903. Zoologie: Die Appendicularien, 1. Januar 1926
- Adolf Bückmann und Georg Grimpe, Copelata, Die Tierwelt der Nord- und Ostsee : / in Verbindung mit zahlreichen in- und ausländischen Fachgelehrten hrsg. von G. Grimpe … : Chordata : Tunicata (Urochordata) 1, Leipzig, Akad. Verl.-Ges., 1926, PPN (Katalog-ID): 354833855, 1926
- Adolf Bückmann, Untersuchungen über die Naturgeschichte der Seezunge, die Seezungenbevölkerung und den Seezungenfang in der Nordsee, in: Berichte der Deutschen Wissenschaftlichen Kommission für Meeresforschung : Deutsche Wissenschaftliche Kommission für Meeresforschung: 1925 Bd. 7, H. 2, Leipzig, Akademische Verlagsgesellschaft, PPN (Katalog-ID): 067211593, 1934
- Adolf Bückmann und E. Riech, Die Forschungsfahrt des Fischdampfers 'J. Hinr. Wilhelms' in das südliche Barentsmeer im Oktober 1937 : 3 Die Kabeljaufänge der Forschungsfahrt im Oktober und des Fischdampfers „Bayern“ im November 1937, Kändler, Rudolf. - Stuttgart : Schweizerbart, S. 523–540, Ill., PPN (Katalog-ID): 067624308, 1937
- Adolf Bückmann, Über den Höchstertrag der Fischerei und die Gesetze organischen Wachstum : mit 5 Textfiguren, In Die Deutsche große Heringsfischerei Berlin, Vol. 9, No. 1 (1938), p. 17–48, PPN (Katalog-ID): 378938983, 1938
- Adolf Bückmann Über den Höchstertrag der Fischerei und die Gesetze organischen Wachstums, 1938, Beitrag über die nachhaltige Nutzung der Nordseebestände
- Adolf Bückmann, Günther Böhnecke (Hrsg.): Die Expeditionen von F.F.S. „Anton Dohrn“ und V.F.S. „Gauss“ im Internationalen Geophysikalischen Jahr 1957/1958 : Sammelberichte. Deutsches Hydrographisches Institut, Hamburg 1959
- Adolf Bückmann, Das Problem der optimalen Befischung: eine Darstellung zur Methodik der Fischereibiologie (The problem of the optimum fishing rate, a presentation of relevant methods in fishery biology). Westl. Berlin-Wilmersdorf, Heenemann, 1963, Archiv für Fischereiwissenschaft 14.1963,Beih.1, Berlin, Literaturverz. S. 102–107, PPN (Katalog-ID): 189175222, 1963
- Adolf Bückmann, Untersuchungen über das Macroplankton bei Ischia und Capri und im Golf von Neapel im Mai 1962 : III. die Appendicularien, In Pubblicazioni della Stazione Zoologica di Napoli Milano, Vol. 35 (1967), p. 215–238, PPN (Katalog-ID): 067685137, 1967
- Adolf Bückmann, bearb. und ergänzt von Gotthilf Hempel, Zerstörung und Wiederaufbau der Biologischen Anstalt Helgoland 1945–1960, In Historisch-meereskundliches Jahrbuch : Schriftenreihe des Deutschen Meeresmuseums (DMM) und der Deutschen Gesellschaft für Meeresforschung e.V. (DGM) Stralsund : DMM , Vol. 17 (2011), p. 39–58, PPN (Katalog-ID): 72659234X, 2011
- Adolf Bückmann, Aus der Geschichte der deutschen Meeresbiologie, Abdruck eines Vortragsmanuskrips von A. Bückmann aus dem Jahre 1971. Der Vortrag wurde nachweislich nicht gehalten (siehe Fußnote S. 25), In Historisch-meereskundliches Jahrbuch : Schriftenreihe des Deutschen Meeresmuseums (DMM) und der Deutschen Gesellschaft für Meeresforschung e.V. (DGM) Stralsund : DMM , Vol. 17 (2011), p. 25–38, PPN (Katalog-ID): 72659380X, 2011